# Gerardo Maurisio
Gerardo Maurisio (né à Vicence vers 1176 et mort vers 1237) est un historien médiéval italien.

## Biographie
Né à Vicence vers 1176, Gerardo Maurisio remplit dans cette ville l’office de juge ou de procurateur dans les premières années du XIIIe siècle. A l’exemple de son père, il suit le parti des Gibelins. Dans la guerre soutenue par les Vicentins contre Ezzelino III da Romano, Maurisio est pris, et conduit à Padoue, où il n'eut qu'à se louer de l’humanité de ses gardes.
Quelques jours après, il est envoyé vers ses concitoyens pour leur porter des paroles de paix, et traiter de l’échange des prisonniers ; mais ses offres furent rejetées, et, après avoir, dans son indignation, prié le ciel d’abaisser l’orgueil de ses compatriotes, il revient à Padoue rendre compte du mauvais succès de sa mission. Ezzelino le nomma dans la suite procurateur de la Lombardie.

## Œuvres
- Historia de rebus gestis Eccelini de Romano ab anno 1183 ad annum circiter 1237. Cette histoire fut tirée de la poussière des bibliothèques par Felice Osio ; mais elle ne parut qu'après la mort de l’auteur dans un Recueil de chroniques du même temps, Venise, 1636, in-fol. Leibniz l'a insérée dans le tome II des Scriptor. Brunswic. Illustr. ; Burmann dans le tom. VI dụ Thesaur. antiq. Italiæ et Muratori, dans le tome VIII des Rerum italicar. Scriptor. On reproche à Maurisio d’avoir donné des éloges à Ezzelino, l’un des tyrans les plus cruels qui aient régné sur l’Italie. Muratori a cherché à l’excuser, par la raison qu’Ezzelino n’avait point encore, comme il le fit dans la suite, abjuré tout sentiment d’humanité ; et qu’au contraire, il s’était annoncé, par plusieurs traits, comme un prince digne du trône.